# Amichand Rajbansi

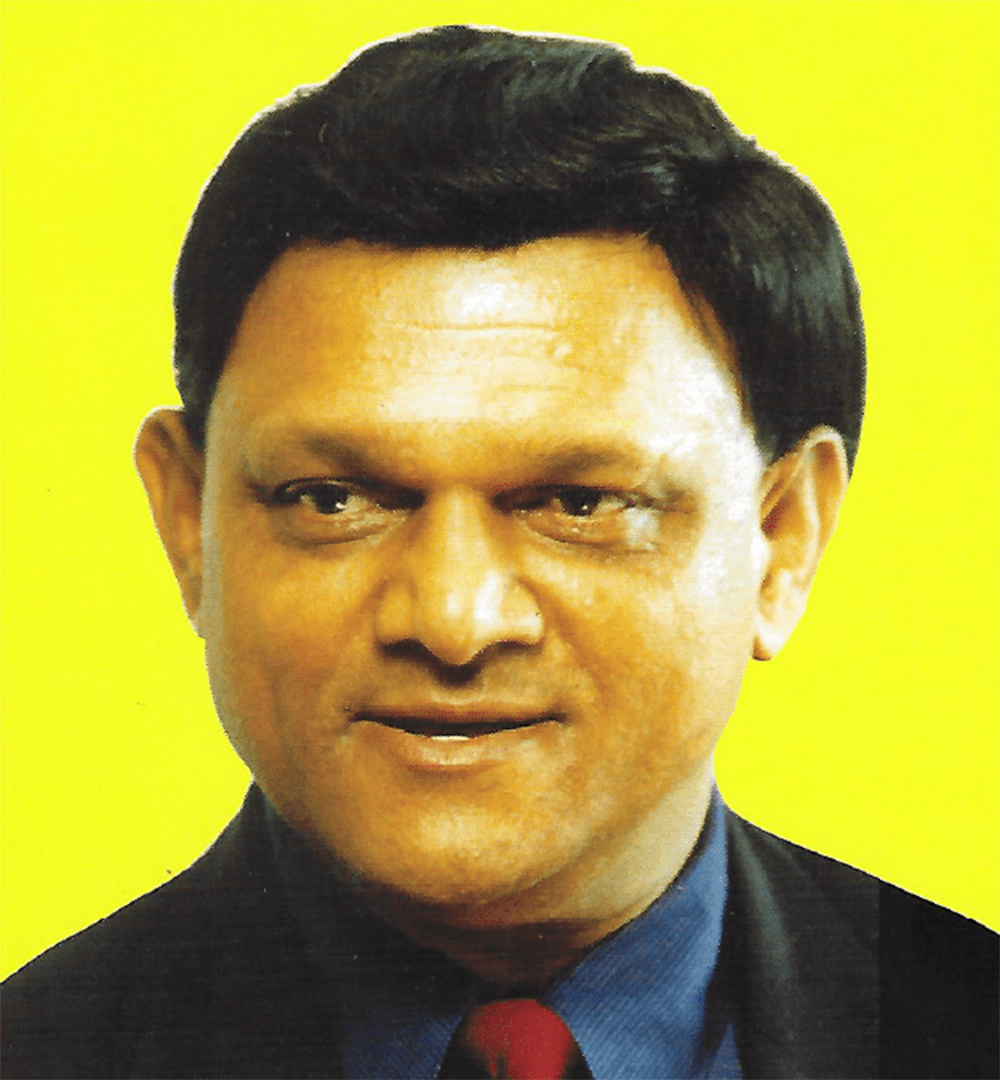
Amichand Rajbansi

Amichand Rajbansi (* 14. Januar 1942 in Clairwood, Durban; † 29. Dezember 2011 in Umhlanga, eThekwini) war ein südafrikanischer Politiker (National People’s Party). Sein Spitzname war The Bengal Tiger („Der bengalische Tiger“).

## Leben
Rajbansi besuchte die Clairwood Secondary School und anschließend das University College for Indians auf Salisbury Island, wo er Geschichte und Psychologie studierte.
Er arbeitete als Sportadminstrator, Fußballschiedsrichter, Lehrer und PR-Manager in der Milchindustrie. 1974 wurde er Mitglied des South African Indian Council  (SAIC) und später in den Vorstand gewählt, das die Interessen der Inder konform innerhalb des Apartheidsystems vertrat. 1976 trat er aus Protest gegen die Ausgrenzung der Schwarzen zurück. Rajbansi und weitere vier unzufriedene SAIC-Mitglieder gründeten eine von Y. S. Chinsamy geführte Reformgruppe unter dem Namen Reform Party. Zu dieser Zeit war er auch im Southern Durban Local Affairs Committee aktiv, von dem er jedoch 1977 auf Betreiben der Provinzregierung ausgeschlossen wurde. 1981 gründete er die National People’s Party (NPP) und wurde zum Vorsitzenden gewählt. Im selben Jahr gewann die NPP – bei sechs Prozent Wahlbeteiligung – die Wahl zum SAIC.
Mit der NPP bewarb Rajbansi sich für das neugeschaffene House of Delegates. Bei der Wahl 1984 erhielt die Partei 18 der 40 Sitze, so dass Rajbansi, unterstützt durch eine weitere Partei, die Führung in dem Gremium übernahm. Durch den Vorsitz im Ministers’ Council for Indian Affairs gehörte er als Minister ohne Geschäftsbereich dem Kabinett Botha II an. Auf nationaler Ebene wirkte Rajbansi im National Liaison Committee unter Minister of Constitutional Development Chris Heunis und im National Consultative Committee, das vom Administrator der Provinz Natal, Stoffel Botha, geleitet wurde. Im Mai 1987 verlor die NPP ihre Mehrheit durch den Bruch der Koalition, Rajbansi blieb aber dank der Unterstützung von Staatspräsident Pieter Willem Botha an der Spitze des Gremiums. Nach Bestechungsvorwürfen im Zuge eines Grundstücksverkaufs wurde er suspendiert und nach dem vorläufigen Urteil der James-Kommission im Dezember 1988 aus dem Kabinett entlassen. Der Bericht bescheinigte ihm, „arrogant, skrupellos, rücksichtslos und ein bösartiger Tyrann“ zu sein und bezichtigte ihn der Lüge und Falschaussage. Er musste das House of Delegates verlassen und drohte die Gründung einer neuen Partei an, kehrte aber kurz darauf an die Spitze der NPP zurück. Im Juni 1990 wurde er zu einer Geldstrafe wegen zweifachen Betruges verurteilt.
Zu den Wahlen 1994 trat er mit der neugegründeten Minority Front (MF) an, die aber ohne Mandat blieb. Erst bei den Wahlen 1999, 2004 und 2009 konnte sie jeweils ein bis zwei Mandate erzielen. Bis zu seinem Tod war Rajbansi Vorsitzender der MF. Zuletzt gehörte er der Provincial Legislature von KwaZulu-Natal an.

## Persönliches
Rajbansi war in erster Ehe mit der Journalistin Asha Deni (Ashadevi) verheiratet, mit der er vier Töchter und einen Sohn hatte. Sie lebten in Chatsworth. 2000 wurde die Ehe geschieden. 2001 heiratete Rajbansi die Parteifreundin Shameen Thakur, eine Abgeordnete der Provincial Legislature von KwaZulu-Natal.
Rajbansi war im Herbst 2011 im Umhlanga Hospital wegen einer Bronchitis und weiteren gesundheitlichen Komplikationen wiederholt stationär in Behandlung gewesen.
Rajbansi war künstlerisch interessiert und begabt. Im Jahre 1960 gewann er im Rembrandt-Kunstwettbewerb mit drei seiner Entwürfe einen vorderen Preis.

## Ehrungen
- 2009: Lifetime Achievement Award der India International Friendship Society